# Ростовский оптико-механический завод
Ростовский оптико-механический завод — промышленное предприятие на севере города Ростова Великого. Основной вид деятельности: разработка и производство оптических приборов ночного видения, продукции специального назначения, производство теплоэнергии. Предприятие находится под санкциями всех стран Евросоюза и США.

## История
Ростовский ОМЗ начали строить как моторостроительный завод в 1968 году. Основным видом продукции тогда предполагались двигатели для танков.
Однако в 1974 году принимается решение изменить профиль и название строящегося завода на оптико-механический. 
В 1975 году утверждается Устав завода и выпускается первая продукция на базе ПТУ-16. А уже в 1976 году завод входит в состав производственного объединения Красногорский завод им. С. А. Зверева и становится вторым по значимости предприятием в объединении. В конце 1970-х начинается проектирование и строительство I и II микрорайонов («Куба» — общая проектная мощность 22 000 жителей), базы отдыха «Радуга», ГПТУ-16. К концу 1980-х годов освоены следующие приборы: комплекс «Буран», комплекс «Агат», высокоскоростная камера ВСК-5 и ВСК-6, ночная зрительная труба НЗТ-1 — первый гражданский прибор ночного видения.
В 1992 году РОМЗ реорганизован в АООТ «РОМЗ». В 1991 году в состав РОМЗа входит опытно-экспериментальное производство НИТИОП. В 1990-х завод как и многие предприятия ВПК испытывали трудности в связи с неплатежеспособностью Минобороны, однако относительно неплохо провёл конверсию: производил несколько десятков разновидностей труб ночного видения, прицелы для охотничьих ружей, а также наладил совместный выпуск кофейников вместе с компанией AEG. 
В ноябре 2003 года предприятие вошло в состав РАТМ Холдинга. Новые собственники через аффилированные структуры владели около 85 % акций завода.
В декабре 2003 года акционеры завода объявили о создании оптико-механического холдинга «Российские оптические системы» на базе Ростовского оптико-механического завода и новосибирского завода «Экран».
В 2009 году РОМЗ занял пятое место в Рейтинге по качеству среди предприятий Ярославской области, публикуемом Департаментом государственного регулирования хозяйственной деятельности Ярославской области (против 40 места в 2008 году).
В 2010 году по решению Правительственной комиссии завод получил субсидии в размере 274 млн руб. на погашение задолженности по уплате налогов и сборов.

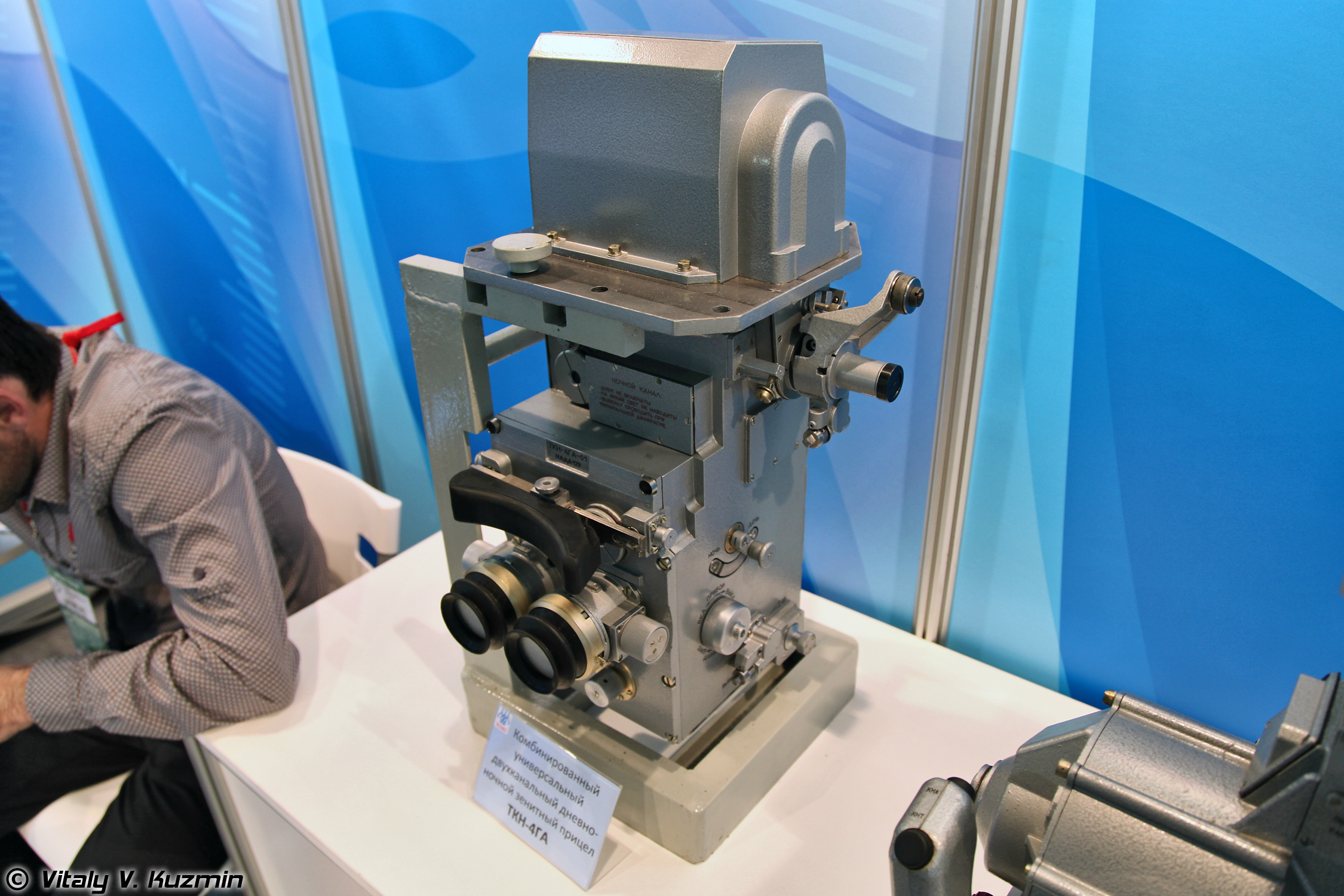
Комбинированный универсальный двухканальный дневно-ночной зенитный прицел ТКН-4ГА (Combined two-channel day-night air defence sight TKN-4GA).

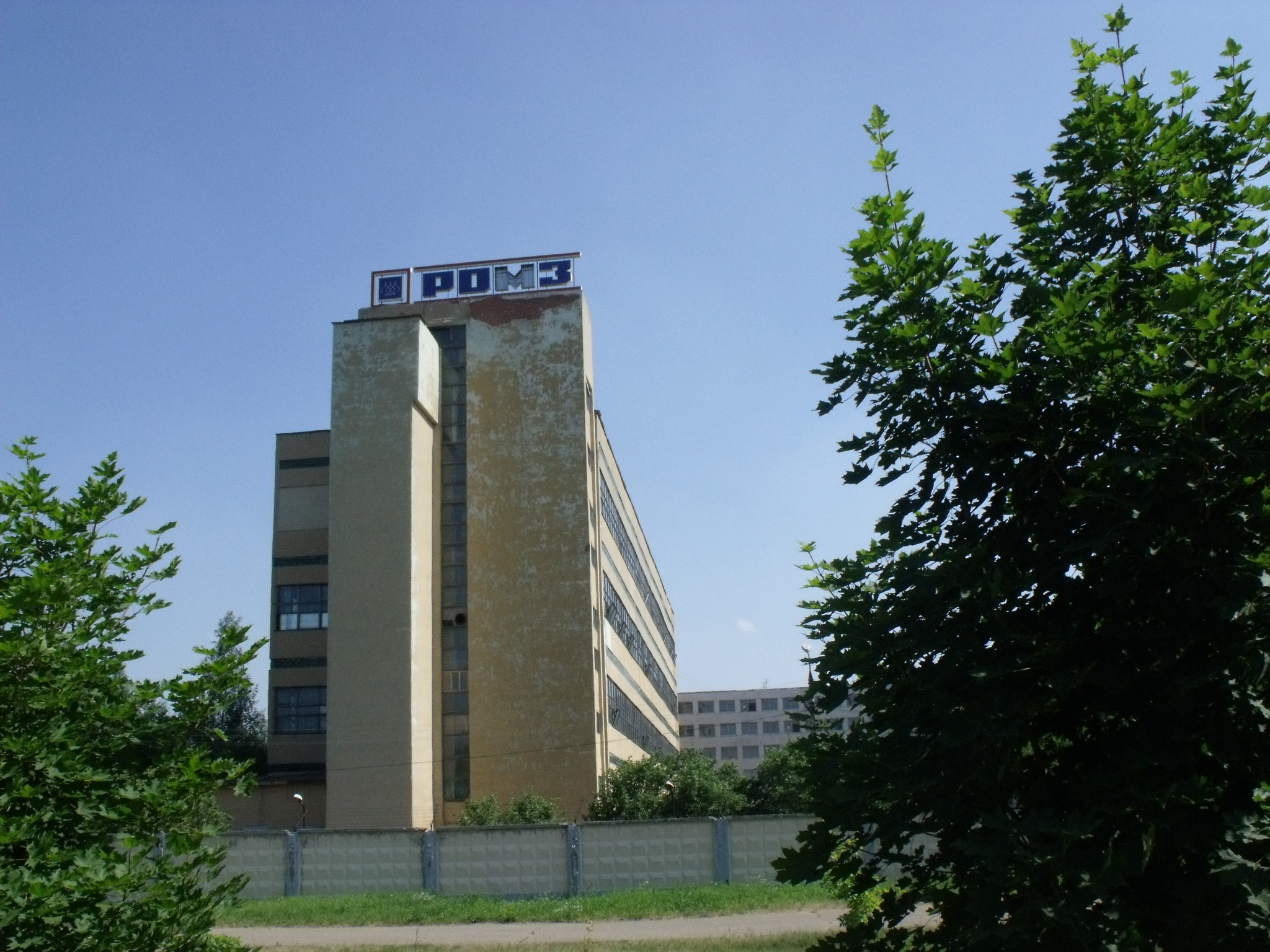
Один из корпусов РОМЗ.

В 2022 году предприятие в рамках форума «Армия-2022» заключило контракт с Минобороны на сумму 1,5 млрд руб.
В августе 2023 года Генпрокуратура России обратилась в Арбитражный суд Ярославской области с заявлением о возвращении государству акций ПАО «РОМЗ», принадлежащих структурам РАТМ Холдинга. В сентябре заявление Генпрокуратуры было удовлетворено. Решение суда стало основанием для зачисления акций предприятия на лицевой счёт Росимущества. Причиной принятия такого решения суд назвал незаконную приватизацию предприятия в 1993-1996 годах, проведённую комитетом по управлению имуществом администрации Ярославской области. Так как собственником РОМЗ на момент приватизации являлась Российская Федерация, распоряжаться предприятием, по мнению судей, могло только Правительство России, а не региональные власти.
В конце мая 2024 года Арбитражный суд Волго-Вятского округа отклонил жалобу акционеров завода на решение ярославского суда об изъятии акций в пользу государства.

## Дочерние предприятия
В 2005 году при реорганизации ОАО РОМЗ образовано 6 дочерних предприятии.
- ООО РОМЗЭНЕРГО — производство теплоэнергии, планируется переоборудование котельной в ТЭС
- ООО РОМЗ-ТНП — производство ночных зрительных приборов гражданского назначения
- ООО РОМЗ-АТП — транспортные услуги
- ООО Стройсервис — производство спецодежды
- ООО Торговый дом РОМЗ
- ООО Сервис — бывшая база отдыха «Радуга»